# Munseyella bissetae
Munseyella bissetae is een mosselkreeftjessoort uit de familie van de Pectocytheridae. De wetenschappelijke naam van de soort is voor het eerst geldig gepubliceerd in 2003 door Dingle.